# Narayangarh
Narayangarh è una suddivisione dell'India, classificata come nagar panchayat, di 10.079 abitanti, situata nel distretto di Mandsaur, nello stato federato del Madhya Pradesh. In base al numero di abitanti la città rientra nella classe IV (da 10.000 a 19.999 persone).

## Geografia fisica
La città è situata a 24° 16' 60 N e 75° 2' 60 E e ha un'altitudine di 433 m s.l.m.

## Società

### Evoluzione demografica
Al censimento del 2001 la popolazione di Narayangarh assommava a 10.079 persone, delle quali 5.114 maschi e 4.965 femmine. I bambini di età inferiore o uguale ai sei anni assommavano a 1.333, dei quali 682 maschi e 651 femmine. Infine, coloro che erano in grado di saper almeno leggere e scrivere erano 6.969, dei quali 4.093 maschi e 2.876 femmine.